# Cirsium eriophorum
Cirsium eriophorum là một loài thực vật có hoa trong họ Cúc. Loài này được (L.) Scop. mô tả khoa học đầu tiên năm 1772.